# 90年代中期
《90年代中期》（英語：Mid90s）是A24公司出品的成人喜剧剧情片、由乔纳·希尔自编自导，桑尼·苏尔季克主演。该片在2018年9月9日于多伦多电影节上映，同年10月7日于紐約影展进行放映，而后19日在美国院线小范围上映。主要讲述20世纪90年代中期，出身自洛杉矶一单亲家庭的少年斯蒂维在滑板的世界里结识了新的朋友，并逐渐成长的故事。

## 演员
- 桑尼·苏尔季克 饰演 斯蒂维（Stevie "Sunburn"）
- 纳-凯尔·史密斯（英语：Na-Kel Smith） 饰演 雷（Ray）
- 奥兰·普雷纳特（Olan Prenatt） 饰演 小混球（Fuckshit）
- 盧卡斯·海吉斯 饰演 伊恩（Ian）
- 凱薩琳·華特斯頓 饰演 丹布尼（Dabney）
- 吉欧·加利西亚（Gio Galicia） 饰演 鲁本（Ruben）
- 莱德·麦克劳克林（Ryder McLaughlin） 饰演 Fourth Grade
- 亚历克萨·德米 饰演 埃斯特（Estee）
- 哈莫尼·科林 饰演 托德（Tod）